# August Hermann Zeiz

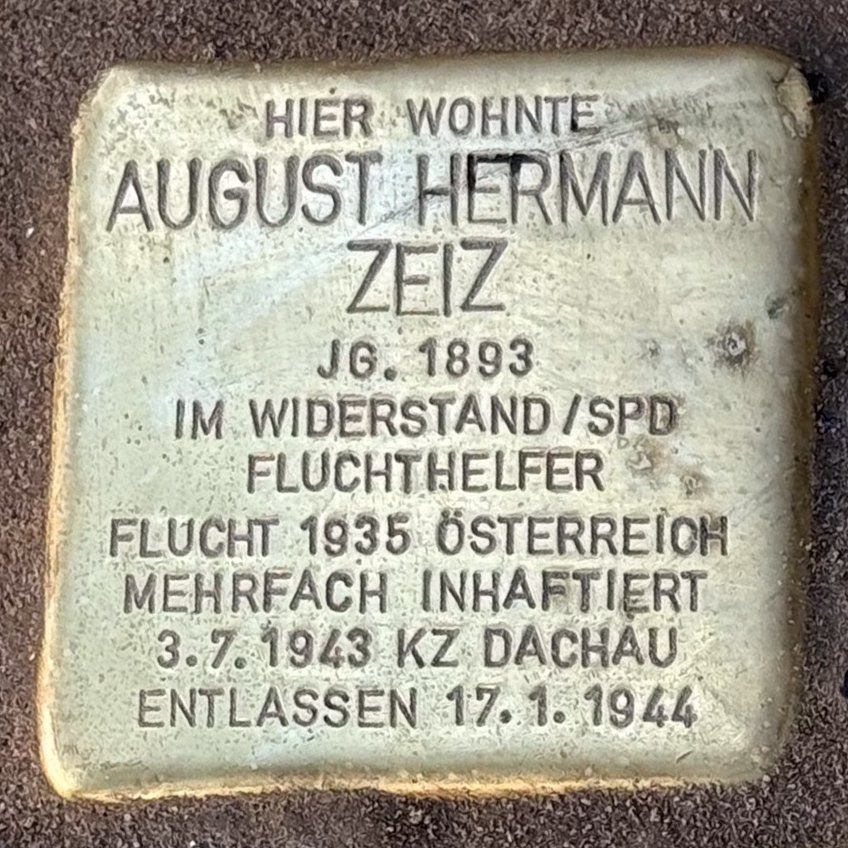
Stolperstein, August Hermann Zeiz, Wittelsbacherstraße 25, Berlin–Wilmersdorf, Deutschland

August Hermann Zeiz (Pseudonyme: Jean Barlatier, Georg Fraser, * 23. September 1893 in Köln; † 30. August 1964 in Berlin) war ein deutscher Schriftsteller.

## Leben
August Hermann Zeiz wuchs als Sohn eines preußischen Regierungsbeamten in Köln und Danzig auf. Wie eine Liste der Prüflinge des Schuljahres 1911/12 belegt, absolvierte Zeiz die Realschule in Danzig-Langfuhr. Er beabsichtigte, eine weiterführende Oberrealschule zu besuchen, entschied sich aber für eine Verlagslehre in München. 1915 heiratete er Gertrud Segall (1893–1944), die Tochter eines jüdischen Kaufmanns. Zeiz nahm als Soldat am Ersten Weltkrieg an den Fronten in Russland, Italien, Serbien und Frankreich teil. 1917 wurde er vor Verdun schwer verwundet.
In den 1920er Jahren war August Hermann Zeiz journalistisch tätig; er schrieb für Zeitungen des Ullstein-Verlags und das Berliner Tageblatt. Seit Beginn der 1930er Jahre war Zeiz, der bereits seit 1911 Gedichte und Romane veröffentlicht hatte, unter dem Pseudonym „Georg Fraser“ erfolgreicher Autor von Unterhaltungsstücken und Komödien. Trotz „jüdischer Versipptheit“ und SPD-Mitgliedschaft konnte er auch nach der Machtergreifung der Nationalsozialisten seine literarische Arbeit fortsetzen; vermutlich wurde dies ermöglicht durch die Protektion des NS-Kulturfunktionärs Hans Hinkel, der Zeiz bis 1943 die erforderlichen Ausnahmegenehmigungen verschaffte.
Im Herbst 1935 emigrierte Zeiz mit seiner Familie nach Österreich, wo er seine Karriere als Stückeschreiber fortsetzte und bis 1938 Chefdramaturg des Wiener Scala-Theaters war. Daneben führte er die Geschäfte des Georg-Marton-Verlages, in dem seine Stücke erschienen. Nach dem Anschluss Österreichs an das Deutsche Reich erreichte Zeiz durch Rückgabe der Verlagskonzession, dass der von ihm geführte Verlag der „Arisierung“ entging. Die nationalsozialistischen Machthaber reagierten mit Zeiz’ Verhaftung; er verbrachte die Zeit von Dezember 1938 bis zum März 1939 im Polizeigewahrsam. Nach seiner Entlassung führte er eine Doppelexistenz als erfolgreicher Theaterautor und heimlicher Fluchthelfer für bedrohte Juden. Er nutzte die Räumlichkeiten des eingestellten Marton-Verlages als eine Art Nachrichtenzentrale, über die er Verbindung mit dem Ausland hielt, vor allem mit Hilfe seines in die Schweiz emigrierten Sohnes Thomas Sessler.
Erst Anfang 1943 kam es zur Enttarnung von Zeiz’ Fluchthilfe-Aktivitäten. Von Februar bis Juli 1943 befand er sich wiederum in Polizeigewahrsam; anschließend war er bis Januar 1944 Insasse des Konzentrationslagers Dachau. Seine Frau wurde ebenfalls verhaftet; sie kam im KZ Auschwitz ums Leben.
Nach seiner Entlassung aus dem KZ schloss sich Zeiz der österreichischen Widerstandsgruppe „O5“ an; ab Dezember 1944 gehörte er dem Siebenerausschuss, dem Führungsstab der O5, an, der durch seine Kontakte zur vorrückenden Roten Armee dazu beitrug, dass die Zerstörung Wiens weitgehend verhindert wurde.
Nach dem Ende des Zweiten Weltkriegs baute Zeiz den Marton-Verlag wieder auf. Größere literarische Erfolge blieben ihm jedoch versagt, und auch seine Widerstandsaktivitäten während des Dritten Reichs wurden in Österreich kaum gewürdigt. Zeiz verbrachte seine letzten Lebensjahre in Berlin.

## Werke
- Im Spiegel. Gedichte. Danzig/Langfuhr 1911
- Tanz um den Tod. Novelle. Berlin 1918; Neudruck, Hrsg. von Silke Engel. Regenbrecht Verlag, Berlin 2014, ISBN 978-3-943889-49-9.
- Die roten Tage. Berlin 1920.
- Die Enttäuschung. Novelle. In: Zeitbilder. Beilage zur Vossischen Zeitung. Nr. 39, 1924.
- Der Antrag. Novelle. In: Zeitbilder. Beilage zur Vossischen Zeitung. Nr. 48, 1924.
- Ein Tag in Madrid. In: Faust. Monatsschrift. Nr. 11/12, 1924/1925.
- Der Chef. Wien 1930 (unter dem Namen Georg Fraser).
- Eine Frau macht Politik. Berlin 1930.
- Poldi und Paulette. Wien 1930 (unter dem Namen Georg Fraser).
- Sport. Berlin 1932.
- Die elf Teufel. Wien [u. a.] 1934 (unter dem Namen Georg Fraser).
- Das letzte Signal. Wien [u. a.] 1935 (unter dem Namen Georg Fraser)
- Neun Offiziere. Berlin 1936 (unter dem Namen Georg Fraser)
- Regenbogen. Berlin 1936 (unter dem Namen Georg Fraser)
- Silbervögel. Berlin 1937 (unter dem Namen Georg Fraser)
- Stadtgespräch. Wien 1937 (unter dem Namen Georg Fraser)
- Schlagzeile. Berlin 1938 (unter dem Namen Georg Fraser, zusammen mit Erich Ebermayer)
- Mariettas Hochzeitsreisen. Berlin 1939 (unter dem Namen Georg Fraser)
- Die Anuschka. Berlin 1940 (unter dem Namen Georg Fraser)
- Väter. Zürich 1941 (unter dem Namen Jean Barlatier)
- Tanzstunde. Wien 1945 (unter dem Namen Jean Barlatier)
- Südbahnhotel. Wien 1946 (unter dem Namen Georg Fraser)
- Ein halbes Gramm. Wien [u. a.] 1947 (unter dem Namen Georg Fraser)
- Ein anständiger Mensch. Wien 1951 (unter dem Namen Georg Fraser)
- Gericht in Mantua. München 1965 (unter dem Namen Georg Fraser)

## Übersetzungen
- László Bús-Fekete: Die ganze Stadt spricht davon. Hamburg 1955 (übersetzt unter dem Namen Georg Fraser)
- John B. Priestley: Die Conways und ihre Zeit. Hamburg 1950 (übersetzt unter dem Namen Georg Fraser)
- John B. Priestley: Seit Adam und Eva. Hamburg 1964 (übersetzt unter dem Namen Georg Fraser, zusammen mit Jan Franco)
- Johann Vaszary: Die Wohnung nebenan … Wien [u. a.] 1950 (übersetzt unter dem Namen Georg Fraser)